# Palüdbahn

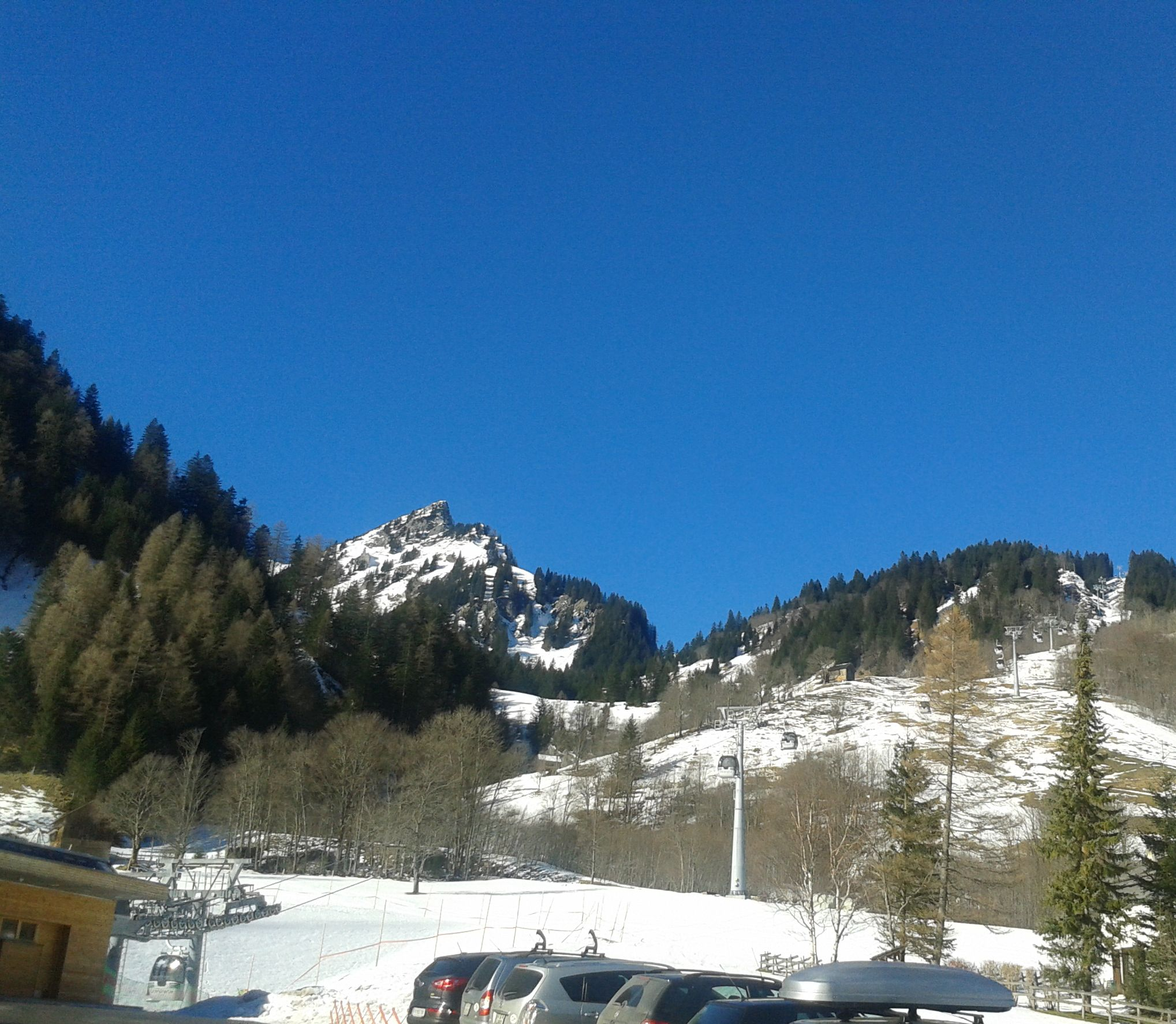
Palüdbahn (Brandnertal, Vorarlberg, Österreich). Sichtbar ist ein Teil der Talstation und Strecke mit Streckenbauwerken und Seilbahnkabine

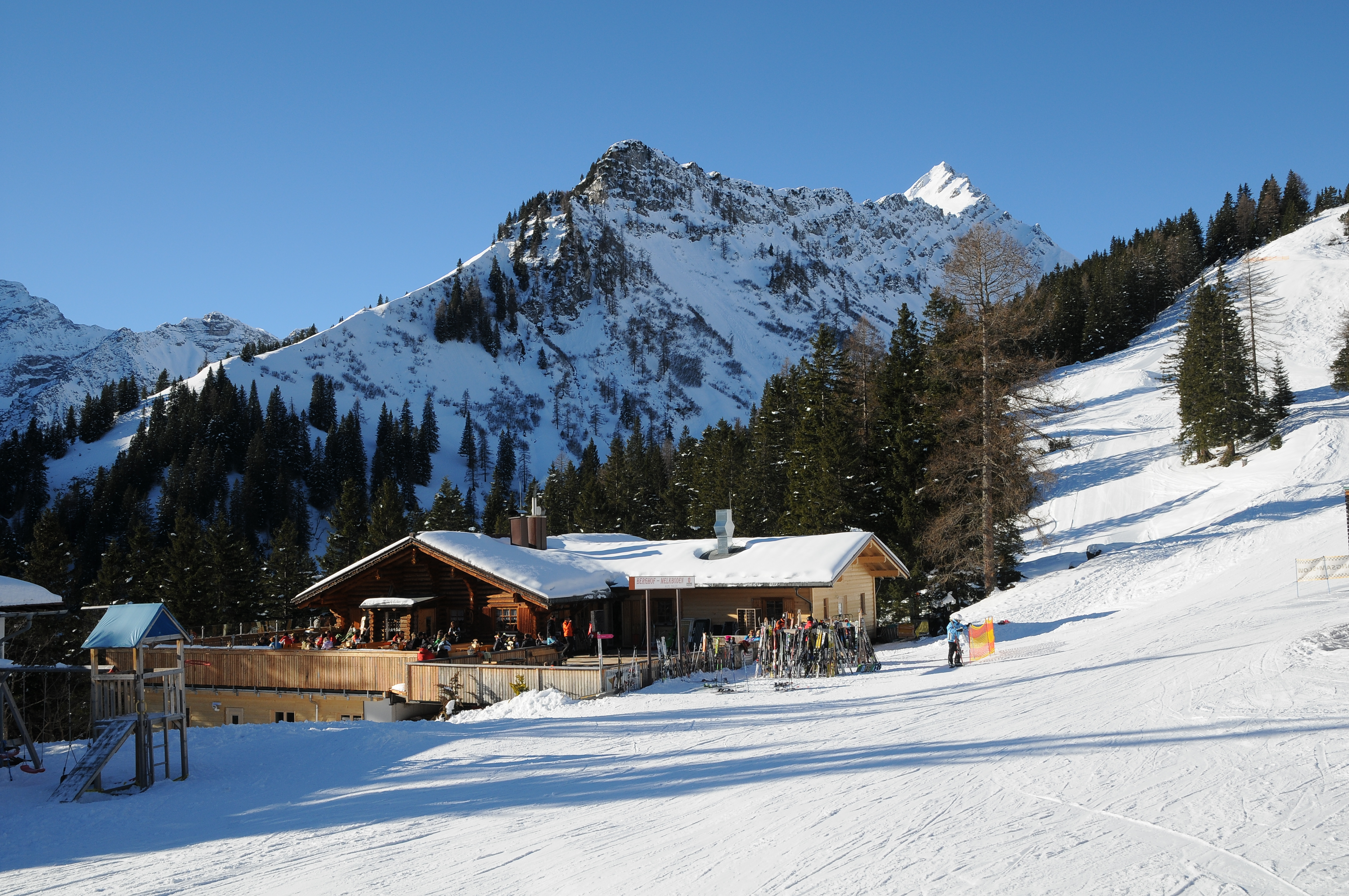
Zwischen der Bergstation Palüdbahn und der Talstation Glattjochbahn liegt der Alpengasthof Melkboden vor der hohen Windeggerspitze im Rätikon.

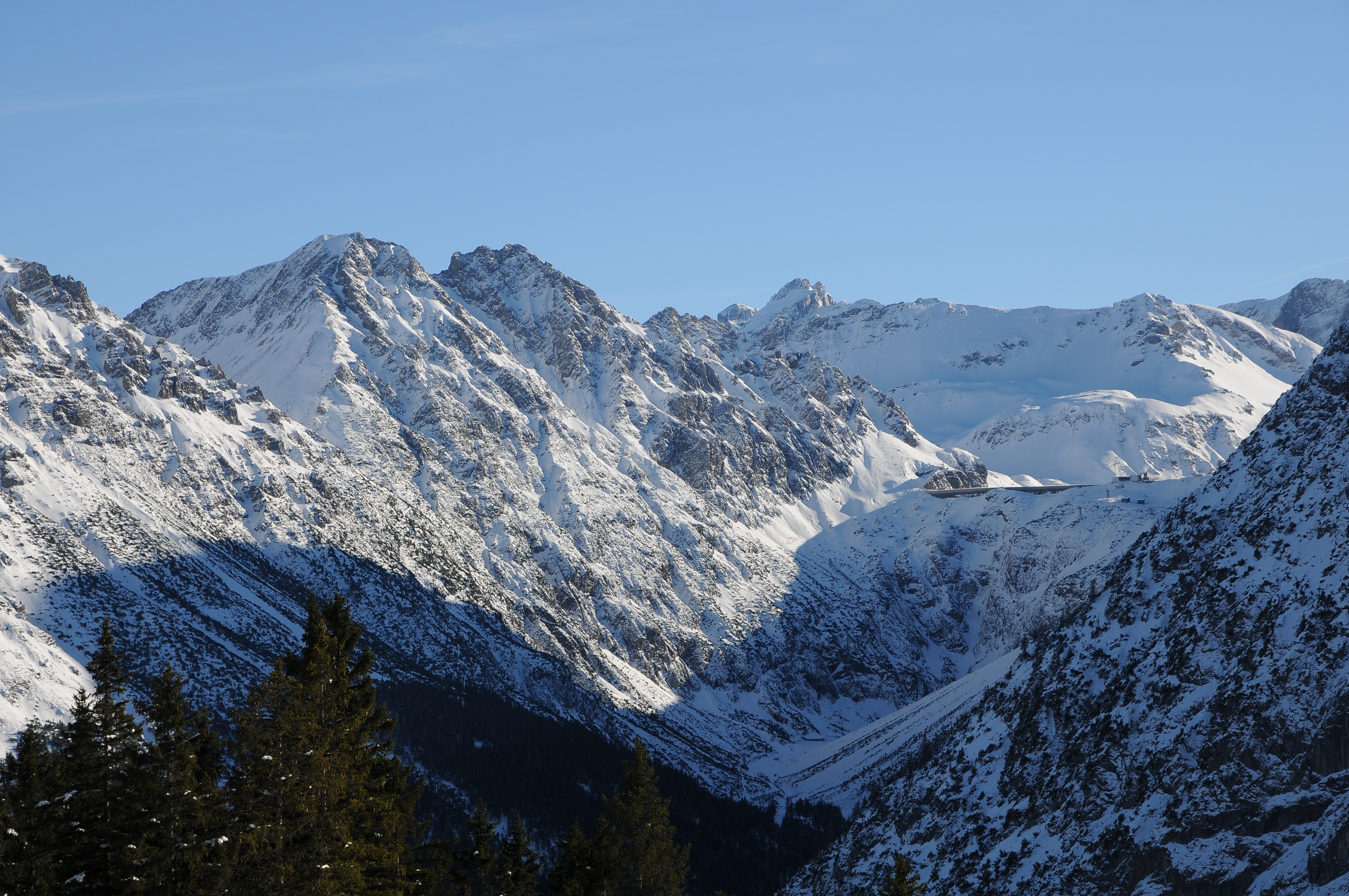
Sicht von der Bergstation Palüdbahn bzw. dem Bergrestaurant Hubertus (Goona) in den Brandner Talabschluss mit der Staudammkrone des Lünersees

Die Palüdbahn ist eine Luftseilbahn (Einseilumlaufbahn) in Brand im österreichischen Bundesland Vorarlberg und liegt am Talende des Brandnertals.
Sie verbindet eine Talstation auf 1070 m ü. A. mit der Bergstation in 1608 m ü. A. Die Anlage befindet sich im Besitz der Bergbahnen Brandnertal GmbH.

## Geschichte
Der Name „Palüd“ (paliu, Paludas) soll vom lateinischen palus (Genitiv „paludis“) im Sinne von „Sumpf“, „Moor“, „Ried“ abgeleitet sein. Im Rätoromanischen findet sich der Flurname „Palüd“ in Verbindung mit „Ried“. (Siehe auch: Paludikultur, Paludarium).
Seit 1969 bestand in der Nähe der heutigen Bahn ein Zweier-Sessellift. 2010 wurde die Palüdbahn als Ersatz für den alten Sessellift in Form einer Einseilumlaufbahn auf einer etwas veränderten Trassenführung neu errichtet. Nach dem viermonatigen Umbau und Investitionen von etwa 5,3 Millionen Euro wurde die neue 8er Gondelbahn am 18. Dezember 2010 in Betrieb genommen und am 5. Februar 2011 offiziell eröffnet. Zusammen mit der Verlegung der Talstation etwa 300 m taleinwärts und der dadurch bedingten Verlegung der Talabfahrt und dem Ausbau der Beschneiungsanlage wurden 8,5 Millionen Euro investiert.
Die Parkflächen für PKW und Busse wurden anlässlich des Umbaus erheblich erweitert (aktuell etwa 5220 m²).

## Technische Daten
Die Palüdbahn wurde 2010 nach langjähriger Diskussion und Vorbereitung in kürzester Zeit umfassend erneuert. Die Förderleistung galt seit Jahren als ungenügend, um dem Fahrgastaufkommen zu entsprechen. Durch den Umbau der Anlage wurde die Gesamtförderkapazität im Vergleich zur vorherigen um rund ein Drittel gesteigert.

### Technische Daten der neuen Anlage
Die neue kuppelbare 8-er Umlaufbahn wurde von der Doppelmayr in Wolfurt errichtet.
- Seilhöhe in der Talstation: 1070,10 m
- Seilhöhe in der Bergstation: 1608,10 m
- Höhenunterschied: 538 m
- Betriebslänge (waagrechte Länge): 1604,2 m
- Betriebslänge (schräge Länge): 1692,01 m
- Förderseildurchmesser: 46 mm
- Stützen: 11
- Spurweite: 5,2 m
- Spanneinrichtung: Talstation (hydraulisch)
- Antriebsstation: Bergstation
- Antriebsleistung (Anfahren): 538 kW
- Antriebsleistung (Betrieb): 434 kW
- mittlere Neigung: 33,54 %
- größte Neigung: 47,4 %
- Fahrbetriebsmittel (Kabinen von Carvatech): 34
- Fassungsvermögen Fahrbetriebsmittel: 8 Personen (Ultra 8 S)
- Kabinenfolgezeit: 20,14 s
- Kabinenabstand: 120,84 m
- Nennfahrgeschwindigkeit 6 m/s
- Fahrtrichtung: im Uhrzeigersinn
- Fahrtzeit: ca. 4,81 Minuten
- größte Förderleistung je Stunde und Richtung: 1427 Personen.

### Technische Daten der alten Anlage
Der alte und 2010 ersetzte Zweier-Sessellift wurde 1969 von der Fa. Steurer in Doren errichtet.
- Seilhöhe in der Talstation: 1027 m
- Seilhöhe in der Bergstation: 1587 m
- Höhenunterschied: 560 m
- Betriebslänge (schräge Länge): 1647 m
- Stützen: 24
- Spannstation: Bergstation
- Spanneinrichtung: Spanngewicht
- Antriebsstation: Talstation
- mittlere Neigung: 33 %
- größte Neigung: 66 %
- Fahrbetriebsmittel (Sessel): 167
- Fassungsvermögen Fahrbetriebsmittel: 2 Personen
- Höchstfahrgeschwindigkeit 2,5 m/s
- Fahrtrichtung: im Uhrzeigersinn
- Fahrtzeit: ca. 11 Minuten
- größte Förderleistung je Stunde und Richtung: 900 Personen.